# Оуэн, Мэрибел
Мэрибел Йеркса Оуэн (англ. Maribel Yerxa Owen; 25 апреля 1940 года, Бостон, Массачусетс, США — 15 февраля 1961 года, Брюссель, Бельгия) — американская фигуристка, выступавшая в парном катании. Она чемпионка США и вице-чемпионка Северной Америки в 1961 году с Дадли Ричардсом. И с Чарльзом Фостером чемпионка первенства США среди юниоров в 1956 году.

## Биография
Мэрибел Оуэн родилась в Бостоне в спортивной семье в 1940 году. Как и родители она сразу увлеклась фигурным катанием. Сначала была одиночницей, однако вскоре по совету бабушки занялась парным катанием и встала в пару с Чарльзом Фостером. С ним они выиграли первенство США среди юниоров в 1956 году. Однако далее Чарльз решил заняться образованием и забросил большой спорт.
Оуэн занялась поиском нового партнёра. Только через год она встала в пару с новым партнёром, бывшем одиночником Дадли Ричардсом. В 1959 году пара дебютировала на чемпионате мира в Колорадо-Спрингс. Они очень хотели выступать на домашних Олимпийских играх в Скво-Велли (1960) и сумели отобраться в сборную США среди фигуристов-парников. Через неделю они также выступали на чемпионате мира в Ванкувере.
В следующий сезон пара стала ведущей в своей стране, выиграли чемпионат США и стали вице-чемпионами Северной Америки.

## Гибель
В конце февраля в Праге должен был состояться чемпионат мира по фигурному катанию. Мэрибел Оуэн в составе сборной на самолёте добиралась в Чехословакию, и при промежуточной посадке в Брюсселе произошла катастрофа лайнера. Все пассажиры и экипаж погибли. Вместе с Мэрибел погибли её мать-тренер Мэрибел Винсон-Оуэн, младшая сестра Лоуренс Оуэн и жених Дадли Ричардс.

## Спортивные достижения
(с Д. Ричардсом)
| Соревнования/Сезон          | 1957—1958 | 1958—1959 | 1959—1960 | 1960—1961 |
| --------------------------- | --------- | --------- | --------- | --------- |
| Зимние Олимпийские игры     |           |           | 10        |           |
| Чемпионаты мира             |           | 6         | 10        |           |
| Чемпионаты Северной Америки |           |           |           | 2         |
| Чемпионаты США              | 3         | 3         | 2         | 1         |

(с Ч. Фостером)
| Соревнования/Сезон                           | 1955–1956 |
| -------------------------------------------- | --------- |
| Чемпионаты США                               | 3         |
| Первенство США по фигурному катанию (юниоры) | 1         |

## Семья
Родители Мэрибел Оуэн бывшие фигуристы. Отец канадский фигурист (фур) Гай Оуэн, вице-чемпион Канады в 1929 году. Мать фигуристка (парное и одиночное катание) Мэрибел Винсон-Оуэн, многократная чемпионка США и двукратная чемпионка Северной Америки. Также она принимала участие в трёх зимних Олимпийских играх и завоевала бронзовую медаль в одиночном катании. Сестра также фигуристка (одиночное катание) Лоуренс Оуэн чемпионка США и Северной Америки в 1961 году. Также Мэрибел Оуэн была внучкой фигуристов Томаса и Гертруды Винсон, живших в Винчестере штата Массачусетс.

## Память
28 января 2011 года Мэрибел Оуэн была введена в Зал Славы фигурного катания США.